# L'eterno marito
L'eterno marito (in russo: Вечный муж, Večnyj muž) è un romanzo breve dello scrittore russo Fëdor Dostoevskij. Fu pubblicato per la prima volta in due puntate sulla rivista Zarja ("Aurora") nei volumi I e II nel 1870.
All'inizio venne pensato come un tradizionale racconto, ma col tempo acquistò rapidamente le dimensioni di romanzo breve alla francese, seguendo una costruzione circolare che venne molto apprezzata da André Gide.

## Trama
La storia si svolge a San Pietroburgo. Il protagonista è Vel'caninov, ordinario uomo ai margini dell'alta società russa che svolge affari legali ed è ipocondriaco. Un giorno, dopo qualche tempo che aveva l'impressione di essere seguito, viene visitato da Pavel Pavlovic. Egli è un suo antico conoscente: infatti diversi anni prima nella città di T., Vel'caninov fu l'amante di sua moglie Natalia. Pavlovic si presenta subito come un personaggio bizzarro, spesso in preda all'ubriachezza. Egli recita la parte dell'"eterno marito", sempre bisognoso di una donna al suo fianco.
Pavlovic, con la scusa di essere venuto ad annunciare la morte di Natalia, fa conoscere a Vel'cianov l'esistenza di Liza, figlia illegittima di quest'ultimo. Liza viene affidata a Vel'cianov (una specie di "ricatto" morale), ma dopo pochi giorni, dato che è già malata, morirà anche lei. Nel corso del racconto i due antagonisti si incontrano varie volte, quasi a volersi sfidare a vicenda. Pavlovic vuole cercare una nuova moglie, coinvolgendo Vel'cianov ad una vista alla ricca famiglia Zakhlebinin ma fallirà nell'impresa. Alla fine tenta pure di uccidere nel sonno il rivale, prima di andarsene definitivamente.
Il finale, insolitamente a struttura circolare, ha luogo due anni dopo i fatti narrati. Vel'cianov sembra tornato in forma e i suoi affari vanno bene. Egli incontra casualmente Pavlovic ad una stazione ferroviaria: ha una nuova giovane moglie che lo invita a venire a trovarli. La storia può ripetersi ma Vel'cianov non li seguirà

## Temi
(da Fëdor Dostoevskij, L'eterno marito)
I protagonisti sono degli uomini qualunque, opposti ma allo stesso tempo simili tra loro, due maschere che riflettono il sottosuolo del quotidiano, tema tipico di Dostoevskij.
Lo sfondo è evidentemente satirico, e cerca di far apparire l'uomo come un incapace succube della donna. Difatti dai personaggi maschili si potrebbero estrarre viltà, impersonalità e incoerenza, debolezze per le quali l'uomo, secondo la teoria dell'autore, ha bisogno di un eterno supporto femminile. Il libro è stato apprezzato dal pubblico anche per la forma quasi poliziesca ed a volte comica sottolineata dell'autore nella stupidità dei personaggi maschili e la furbizia - malvagità di quelli femminili.
È importante anche l'elemento onirico, con i due sogni di Velcianov all'inizio e alla fine, quando rischia (o forse desidera) di essere ucciso. I sogni, l'ipocondria (fingersi malato) e l'ebbrezza sono tutte alterazioni prodotte dalla noia dell'ordinarietà.

## L'analisi di René Girard
Nel saggio Menzogna romantica e verità romanzesca (1961) dell'antropologo francese René Girard, il romanzo è utilizzato come esempio molto importante per la teoria della mediazione interna. Questa teoria, basata sul desiderio mimetico, raggiunge il suo climax nell'opera letteraria in generale di Dostoevskij, ritenuto da Girard lo scrittore romanzesco per eccellenza. Dostoevskij infatti rappresenta il male metafisico assoluto, in cui tutti i personaggi sono perdenti e non è più necessario il ruolo dell'oggetto del desiderio nel triangolo delle relazioni mimetiche.
In questo caso tra marito (soggetto) e amante (modello o mediatore) non c'è di mezzo una moglie (oggetto), dato che è già morta. Le figure dei due protagonisti Velcianov e Pavlovic, sono costantemente attratte l'una dall'altra e in rapporti reciproci ambigui. Velcianov si sente in dovere di prendersi cura dell'amico spesso trascurato e ubriaco, come di sua figlia Liza, ma allo stesso tempo vorrebbe allontanarsi da lui e lasciarlo al suo destino. Pavlovic sente il bisogno della presenza di Velcianov, coinvolgendolo persino nella visita alla famiglia Zakhlebinin dove cerca una nuova moglie. Verso la fine egli lo cura quando è a letto ma poche ore dopo tenta di ucciderlo con un rasoio.

## Edizioni italiane
- trad. di Anonimo, M. Carra & C. di Luigi Bellini, 1920.
- trad. di Corrado Alvaro, Milano, Quintieri, 1921; con uno scritto di René Girard, Collana Assonanze, Milano, SE, 1997, ISBN 88-77-103-89-2.
- trad. di Augusta Osimo, Collezione Biblioteca novissima n.65, Milano, Bietti, 1927.
- trad. [dal francese] di Decio Cinti, Milano, Sonzogno, 1928.
- trad. di, Collana Universale n.4, Milano, Mediolanum, 1933.
- trad. di Amilcare Locatelli, Milano, Minerva, 1936.
- L'eterno marito: romanzo seguito da: La moglie di un altro e il marito sotto il letto, trad. di Vittoria De Gavardo, Collezione La Gaja Scienza n.2, Roma, Longanesi, 1942.
- trad. di Alfredo Polledro, introduzione di Remo Cantoni, Collana Biblioteca Moderna n.298, Milano, Mondadori, 1952; Introduzione di Angelo Maria Ripellino, Torino, Einaudi, 1960; Introduzione di Serena Vitale, Collana Oscar n.1512, Milano, Mondadori, 1982; Collana Oscar Classici n.168, Mondadori, 1989, ISBN 88-04-329-99-8.
- trad. di Giacinta De Dominicis Jorio, Collana BUR n.2284-85, Milano, Rizzoli, 1967; Introduzione di Giovanna Spendel, Collana Classici L n.1309, BUR, 2000, ISBN 88-17-173-21-5.
- trad. di Silvio Polledro, (con Il giocatore),  Firenze, Sansoni, 1971; Biblioteca Ideale Tascabile, Milano, Opportunity Books, 1996, ISBN 978-88-811-1168-8.
- trad. di Clara Coïsson, Introduzione di Alberto Moravia, Collana Centopagine n.68, Torino, Einaudi, 1981; L'Unità/Einaudi, 1992; Collana ET n. 813, Einaudi, 2001, ISBN 88-06-157-86-8.
- trad. di, Collana Biblioteca, Milano, Alberto Peruzzo Editore, 1985.
- trad., presentazione e note di Anna Maria Capponi Glouchtchenko, Collana Acquarelli Classici n.65, Bussolengo, Demetra, 1995-2000, ISBN 978-88-440-1832-0; Introduzione di Elena Mantelli, Collana Biblioteca Ideale, Firenze, Giunti, 2008, ISBN 978-88-090-3388-7; Introduzione di Stefano Garzonio, Collana Passepartout, Firenze, Giunti-Barbèra, 2017-2022, ISBN 978-88-099-1375-2.
- trad. di Licia Brustolin, Introduzione di Fausto Malcovati, Collana I grandi libri n.617, Milano, Garzanti, 2005, ISBN 88-11-366-17-8.
- trad. e cura di Serena Prina, Collana UEF. I Classici, Milano, Feltrinelli, 2019, ISBN 978-88-079-0323-6.